# Slide (danza)

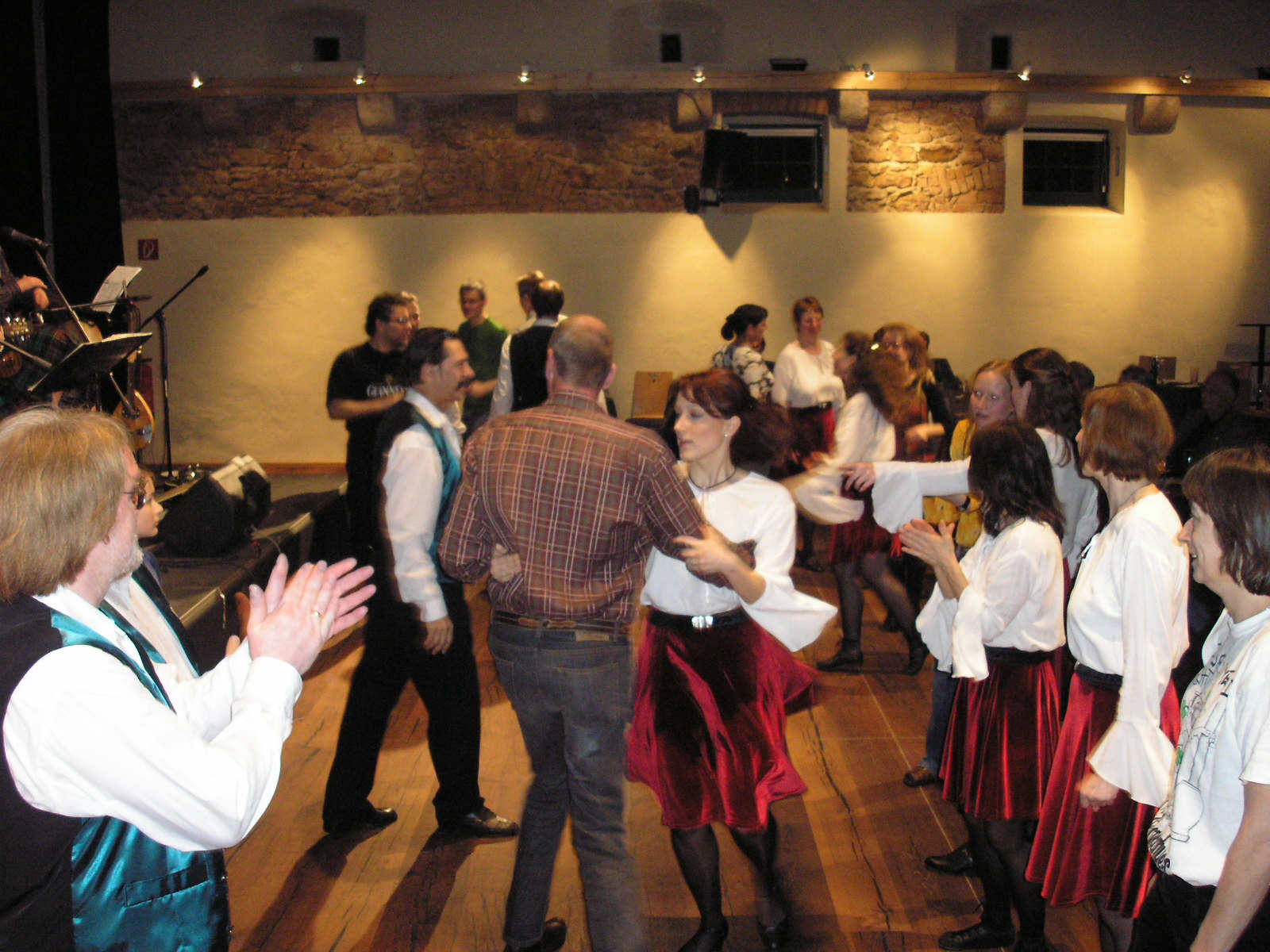
Bailarines de Slide en un local irlandés. 2007

El slide es una danza folclórica de la música tradicional irlandesa, a veces confundida con el simple jig. En realidad es uno de los tres tipos básicos de giga. Suele estructurarse en un compás de 6/8 y, ocasionalmente, de 12/8. El nombre slide deriva del movimiento de los bailarines al deslizar sus pies.
La diferencia fundamental con la giga doble (double jig) consiste en que en la slide predomina la secuencia negra - corchea en cada parte del compás, mientras que en la giga es predominante el trío de corcheas.